# Antonio Orejudo
Antonio Orejudo (Madrid, 1963) és un escriptor (assagista, novel·lista i crític literari) i professor de literatura espanyol.

## Biografia
És llicenciat en Filologia Hispànica per la Universitat Autònoma de Madrid i doctor en la mateixa disciplina per la Universitat Estatal de Nova York dels Estats Units, país on va treballar com a professor durant set anys. Investigador convidat a la Universitat d'Amsterdam, va exercir més tard com a professor titular de Literatura espanyola a diverses universitats espanyoles fins a establir-se en la Universitat d'Almeria com a professor de Literatura.
La seva primera novel·la, Fabulosas narraciones por historias (1996), va ser guardonada amb el Premi Tigre Juan a la millor primera novel·la de l'any. Amb Ventajas de viajar en tren (2000) va guanyar el XV Premi Andalusia de Novel·la, que va ser qualificada pel president del jurat, Juan José Millás, d'«una obra mestra».
És autor de nombrosos articles de crítica literària publicats a Babelia, ABC Cultural o Letras y libros entre altres mitjans de premsa.

## Novel·les
- Fabulosas narraciones por historias (1996)
- Ventajas de viajar en tren (2000)
- La nave (2003)
- Reconstrucción (2005)
- Un momento de descanso (2011)
- Los cinco y yo (2017)